# Słowniki zniemczające

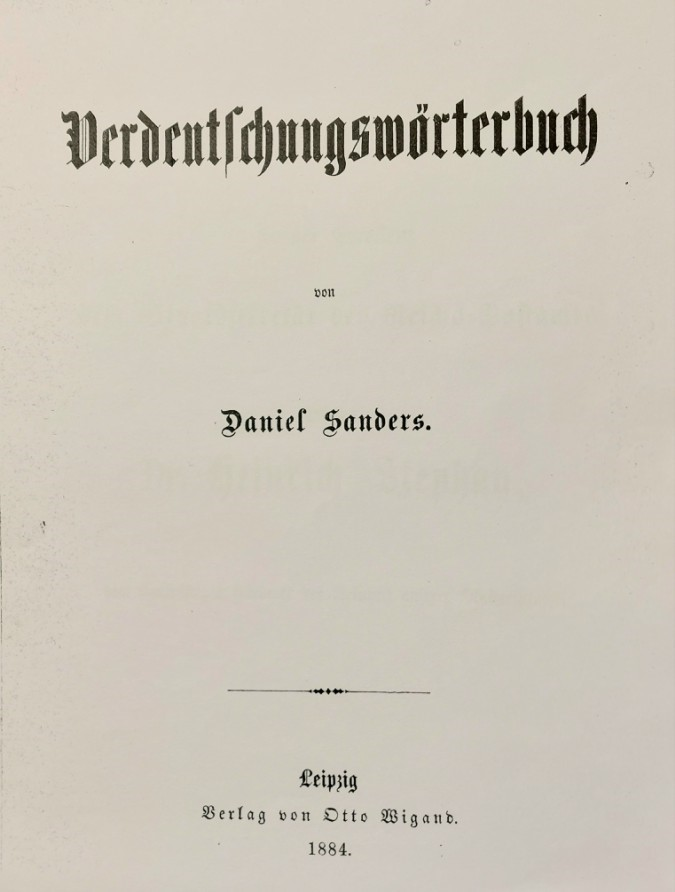
Daniel Sanders - słownik zniemczający z roku 1884

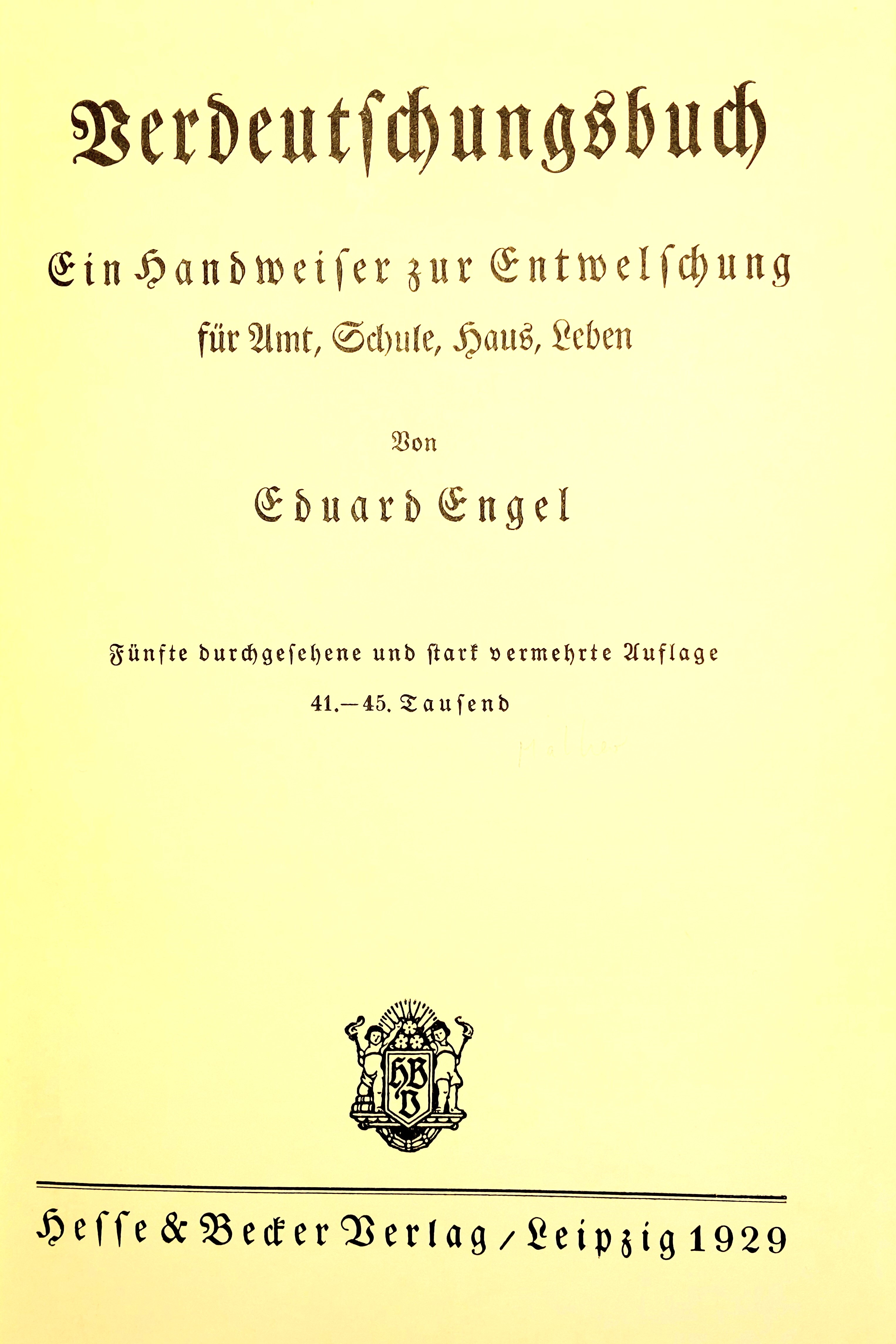
Słownik zniemczający Eduarda Engela z r. 1929

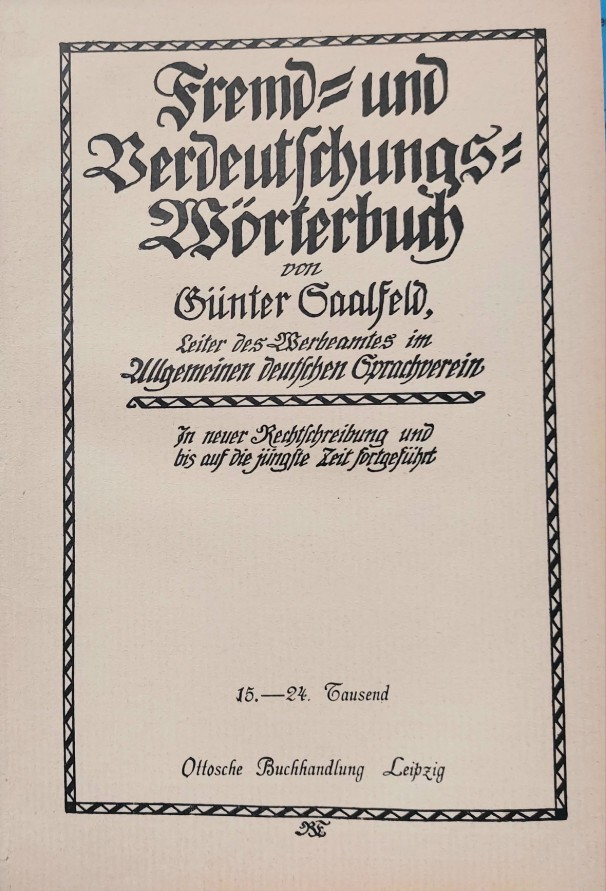
Günter Saalfeld - słownik objaśniająco-zniemczający z 1910

Słowniki zniemczające („Verdeutschungswörterbücher”) – słowniki o charakterze purystycznym, w których wyrazy/wyrażenia pochodzenia obcego w języku niemieckim próbuje się zastępować wyrazami rodzimymi. 

## Historia
W Niemczech działalność purystyczna jako walka z wyrazami obcymi miała wyjątkowo intensywny i zorganizowany charakter. Powstało wiele słowników zapożyczeń (słowników wyrazów obcych), w których jako hasła funkcjonują wyrazy pochodzące z innych języków. Słowniki zniemczające jako hasła zawierają wyrazy obce, dla których proponowane są wyrazy rodzime (lub zasymilowane zapożyczenia). Autorzy takich słowników stawiali sobie za cel wyeliminowanie danego wyrazu obcego i wprowadzenie do użycia ekwiwalentów rodzimych.
Słowniki zniemczające zwykle nie zawierają informacji o znaczeniu wyrazu hasłowego (którym jest wyraz obcego pochodzenia), skupiając się na podaniu jak największej ilości rodzimych odpowiedników, które miałyby zastąpić dany wyraz obcy. W ten sposób część wyrazów obcych została wyeliminowana z użycia, jednak wiele prób zniemczenia zakończyło się niepowodzeniem. Nieraz zarówno wyraz obcy, jak i rodzimy odpowiednik funkcjonują we współczesnej niemczyźnie jako synonimy, np.: realisieren – verwirklichen, Individuum – Einzelwesen, Revolution – Umwälzung, progressiv – fortschrittlich. Wymienione tu przykłady pochodzą z pierwszego słownika zniemczającego (1801), którego autorem był Joachim Heinrich Campe. Nie funkcjonują już w języku niemieckim ujęte przez Campego galicyzmy (zapożyczenia z języka francuskiego) jak content (zufrieden) czy parvenu (Emporkömmling).
Nazwa „słownik zniemczający” jest dosyć niefortunna, gdyż wyrazy obce należą również do słownictwa języka niemieckiego. Jest to więc „zniemczanie” wyrazów niemieckich. Termin ma jednak długą tradycję, został rozpowszechniony już na początku XIX wieku przez niemieckich purystów. Do słowników zapożyczeń (słowników wyrazów obcych) zalicza się ponadto (objaśniające) słowniki wyrazów obcych („erklärende Fremdwörterbücher”), które wyrazy/wyrażenia zapożyczone po prostu opisują i nie dążą do ich usunięcia. Zawierają więc zwykle informacje gramatyczne przy hasłach, jak rodzajnik i niektóre końcówki deklinacyjne przy rzeczowniku, informacje etymologiczne, fonetyczne, definicje znaczenia. Nie mają one charakteru purystycznego. Trzecia grupa słowników z wyrazami obcymi to forma mieszana: zawierają one co prawda pewne informacje gramatyczne czy fonetyczne przy hasłach, ale jednocześnie autorzy podają ekwiwalenty rodzime mające w miarę możliwości zastąpić obce hasła. Są one nazywane przez niektórych badaczy słownikami objaśniająco-zniemczającymi („erklärend-verdeutschende Wörterbücher”). One również wpisują się w nurt działań purystycznych, tym bardziej że niektóre z nich były bardzo popularne. Do nich należał słownik Heysego, jak również słownik Petriego (pierwsze wydanie: rok 1806), który miał 42 edycje.
Tradycja słowników purystycznych (zniemczających i objaśniająco-zniemczających) sięga początku XIX wieku, a w przeciągu XIX i w pierwszych dziesięcioleciach XX wieku powstało wiele takich prac. Ukazało się w Niemczech dotychczas blisko 500 słowników zapożyczeń, a wiele z nich to właśnie słowniki o charakterze purystycznym. Oprócz słowników zawierających słownictwo ogólne powstały – w wydawnictwie Powszechnego Niemieckiego Stowarzyszenia Językowego – słowniki zniemczające dotyczące poszczególnych dziedzin, np. handlu, języka urzędowego, górnictwa i hutnictwa, ubezpieczeń, szkolnictwa, sportu, medycyny, muzyki, teatru, nazw potraw. W innych krajach – poza Niemcami – purystyczne słowniki wyrazów obcych są mniej znane. W Polsce powstało bardzo niewiele słowników spolszczających.

## Wybrane słowniki zniemczające i objaśniająco-zniemczające
- Campe, Joachim Heinrich (1801): Wörterbuch zur Erklärung und Verdeutschung der unserer Sprache aufgedrungenen fremden Ausdrücke. Ein Ergänzungsband zu Adelungs Wörterbuche. Braunschweig.
- Dunger, Hermann (1882): Wörterbuch von Verdeutschungen entbehrlicher Fremdwörter mit besonderer Berücksichtigung der von dem Großen Generalstabe, im Postwesen und in der Reichsgesetzgebung angenommenen Verdeutschungen. Leipzig: Teubner.
- Engel, Eduard ([1917], 1918): Entwelschung. Verdeutschungswörterbuch für Amt, Schule, Haus, Leben. Leipzig: Hesse & Becker.
- Heyse, Johann Christian August (1809): Kurzgefasstes Verdeutschungswörterbuch der in unserer Sprache mehr oder minder gebräuchlichen fremden Ausdrücke mit Bezeichnung der Aussprache und Betonung nebest der nöthigsten Erklärung neu bearb. von K.W.L. Heyse. 2. wohlgefeilte Ausg. Bremer, Aurich: Johann Heinrich Müller.
- Petri, Friedrich Erdmann (1929): Handbuch der Fremdwörter in deutscher Schrift- und Umgangssprache. 42. Aufl. unter Berücksichtigung der neuen Rechtschreibung, Erweiterung des Wortschatzes, Namendeuter, Erklärung der Wortkürzungen und Aussprachebezeichnung, bearb. von Prof. Dr. Rudolf Krauße. Dresden u. Leipzig: Hesse&Becker.
- Sarrazin, Otto ([1886], 1918): Verdeutschungs-Wörterbuch. 5. wyd.: Berlin: Verlag von Wilhelm Ernst & Sohn.

### Zniemczające słowniki specjalistyczne
- Bender, Georg ([1889], 1918): Handel. Verdeutschung der entbehrlichen Fremdwörter der Handelssprache nebst vier Vorlagen für deutsche Wechselvordrucke (Verdeutschungsbücher des Allgemeinen Deutschen Sprachvereins II). 6. wyd. Berlin.
- Dunger, Hermann / Lößnitzer, Emil ([1888], 1915, 1921): Deutsche Speisekarte. Verdeutschung der für die Küche und im Gasthofwesen entbehrlichen Fremdwörter. Mit einer ausführlichen Einleitung über das Fremdwortunwesen in der Küchen- und Gasthofssprache. Bearb. Von Wilhelm Haertl, Oskar Hauschild. 7. wyd. Berlin (Verdeutschungsbücher des Allgemeinen Deutschen Sprachvereins 1).
- Scheffler, Karl ([1896], 1909): Die Schule. Verdeutschung der hauptsächlichsten entbehrlichen Fremdwörter der Schulsprache. 3. wyd. Berlin (Verdeutschungsbücher des Allgemeinen Deutschen Sprachvereins VII).
- Zeidler, Johannes (1928): Sport und Spiel. Berlin (Verdeutschungsbücher des Deutschen Sprachvereins 10).